# Remerschen

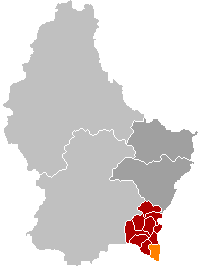
Bản đồ: Schengen được đánh dấu màu da cam, xã Remerschen được đánh dấu màu đỏ đậm

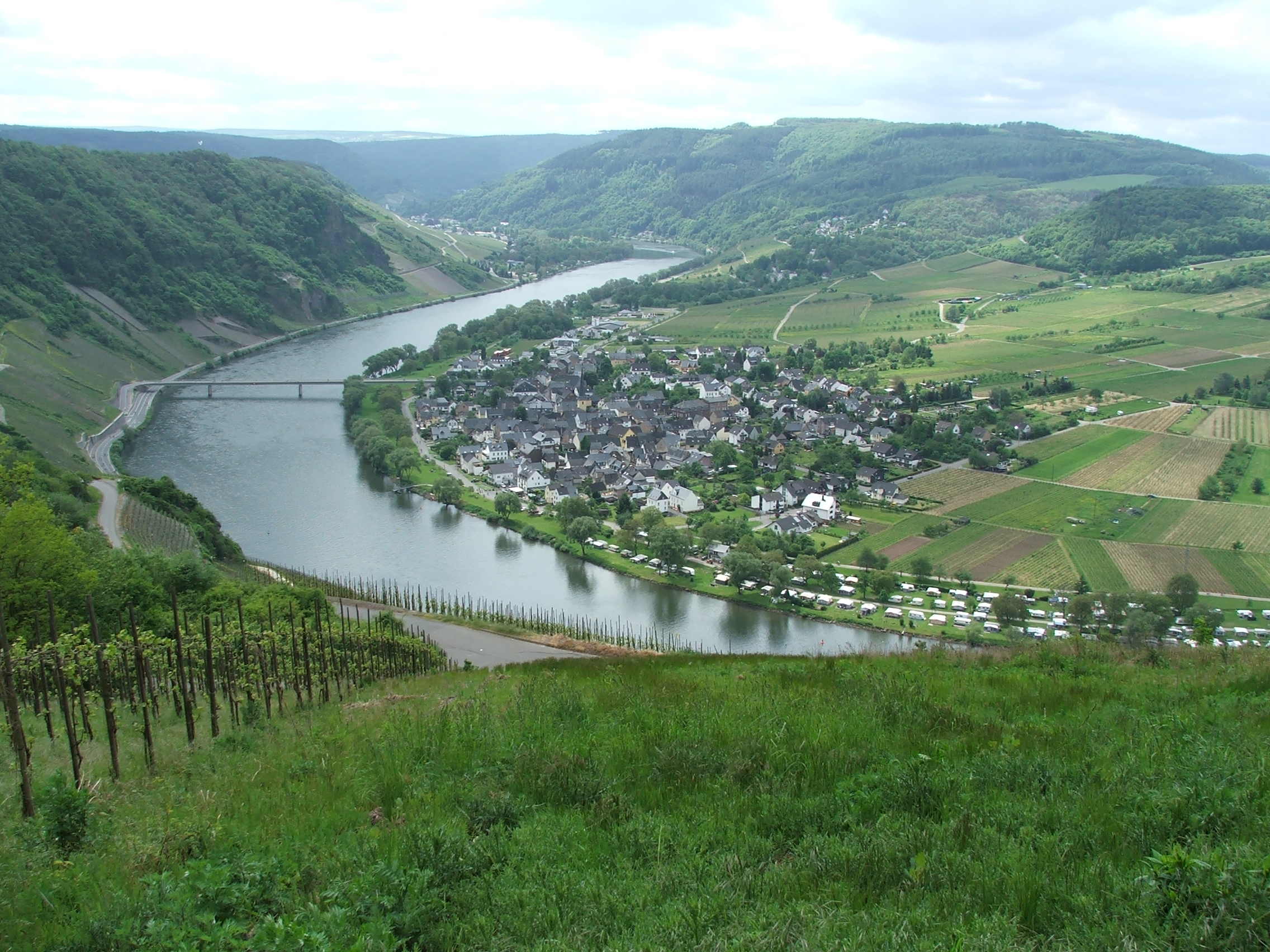
Tại một boong tàu trên dòng sông Moselle này, đã diễn ra lễ ký kết Hiệp ước Schengen.

Remerschen (tiếng Luxembourg: Rëmerschen) là tên của một đơn vị hành chính cấp xã (commune), đồng thời cũng là một thị trấn nấu rượu nằm ở gần ngã ba biên giới Đức-Pháp-Luxembourg.
Vào năm 2005, thị trấn Remerschen có 637 người. Xã Remerschen còn bao gồm 2 thị trấn nhỏ khác là Schengen và Wintrange, Schengen có 425 người.
Điểm nổi bật nhất của thị trấn Remerschen về mặt văn hóa-xã hội là Câu lạc bộ Tuổi trẻ (Club des Jeunes). Câu lạc bộ này là nơi từng chủ trì cũng như tổ chức nhiều dạ tiệc và vũ hội lớn, điển hình trong số đó là Lễ hội hóa trang Musel am Dusel.